# Université d'Eswatini
L'université d'Eswatini (University of Eswatini en anglais) est une université publique dont le siège est situé à Kwaluseni, dans le district de Manzini, en Eswatini.

## Historique
Initialement, l'« université du Botswana, du Lesotho et du Swaziland » (UBLS) avait son siège au Lesotho entre 1964 et 1975. En 1976, le nom s'est transformé en « université du Botswana et du Swaziland » pour devenir, en 1982, « université du Swaziland » puis en 2018 l'« université d'Eswatini ».

## Composition
L'université d'Eswatini est composée de 7sept facultés :
- Faculté d'agriculture
- Faculté des sciences de la santé
- Faculté d'éducation
- Faculté des sciences humaines
- Faculté de commerce
- Faculté des sciences
- Faculté de sciences sociales

## Personnalités liées à l'université

### Étudiants
- Lindiwe Sisulu, femme politique sud-africaine
- Patrice Motsepe, homme d'affaires sud-africain[7]
- Pakalitha Mosisili, homme politique lesothan
- Ellinah Wamukoya, évêque anglicane.